# Czerniejewo
Czerniejewo (prononciation : [t͡ʂɛrɲɛˈjɛvɔ], en allemand : Schwarzenau) est une ville polonaise du powiat de Gniezno de la voïvodie de Grande-Pologne dans le centre-ouest de la Pologne.
Elle est située à environ 14 kilomètres au sud-ouest de Gniezno, siège du powiat, et à 39 kilomètres à l'est de Poznań, capitale de la voïvodie de Grande-Pologne.
Elle est le siège administratif (chef-lieu) de la gmina de Czerniejewo.
La ville couvre une surface de 10,2 km2 et comptait 2 644 habitants en 2011.

## Géographie

Plan de la ville.

La ville de Czerniejewo est située en plein centre de la voïvodie de Grande-Pologne. Le paysage est à dominante rurale, malgré la présence d'une importante forêt à l'ouest de la ville, en partie protégée par le parc naturel de Promno. Czerniejewo s'étend sur 10,2 km2, et est traversée par la rivière Wrześnica (un affluent de la Warta) traverse la ville du nord vers le sud.

## Histoire
Czerniejewo est mentionnée pour la première fois en 1284, alors appelée Handeslplatz. La ville appartenait alors au domaine royal jusqu'en 1386, date à laquelle le roi Ladislas II Jagellon donna la ville au voïvode de Kalisz, Sędziwój Pałuk (pl). À cette époque, la ville avait déjà acquis les droits de marché, et en 1390, les droits de Magdebourg. En 1581, le roi Étienne Báthory accorda à la ville le droit de tenir des foires commerciales. Czerniejewo est ensuite passé sous contrôle de la famille des Czarnkowski (1594 - 1644), puis sous celle des Opaliński (1644 - 1726).
En 1771, le général Jan Lipski commence à construire un palais à côté de la ville, achevé en 1780. À la suite du deuxième partage de la Pologne, Czerniejewo est passé sous le contrôle de la Prusse, et fut appelée Schwarzenau. De 1807 à 1815, la ville a appartenu au duché de Varsovie, puis est repassée sous contrôle prussien en 1815 dans le cadre du grand-duché de Posen.
Schwarzenau a été connectée au système ferroviaire allemand en 1875. En 1918 - 1919, les habitants de la ville participent à la rébellion polonaise, et celle-ci retrouve son nom initial de Czerniejewo.
Pendant la seconde Guerre mondiale, la ville est occupée par les Allemands entre septembre 1939 et sa libération par l'Armée rouge en janvier 1945. Intégrée au Wartheland, la ville est renommée de son nom allemand de Schwarzenau.
De 1975 à 1998, Czerniejewo appartenait administrativement à la voïvodie de Poznań. Depuis 1999, la ville fait partie du territoire de la voïvodie de Grande-Pologne.

## Monuments
- l'église paroissiale catholique Saint-Jean-Baptiste, de style gothique, construite au XVIe siècle ;
- le palais de la famille Lipski, construit à la fin du XVIIIe siècle.

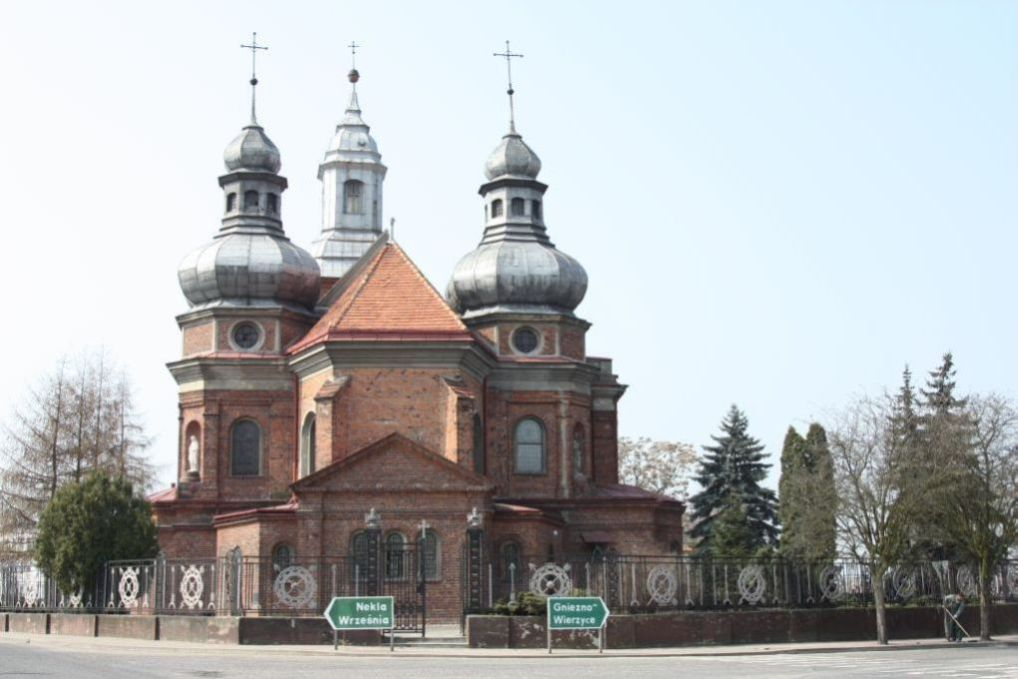
L'église Saint-Jean-Baptiste (extérieurs).
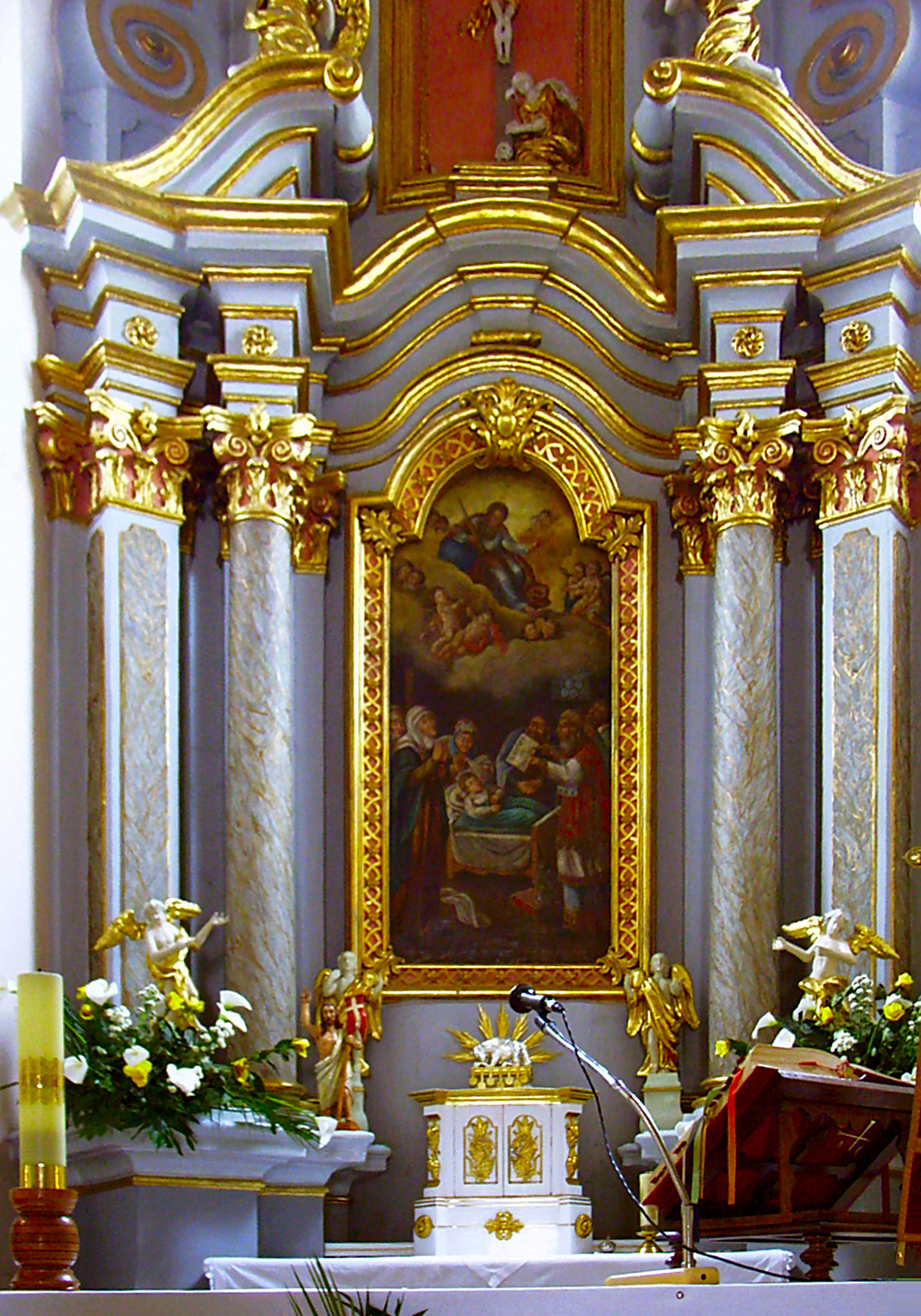
L'église Saint-Jean-Baptiste (intérieur).
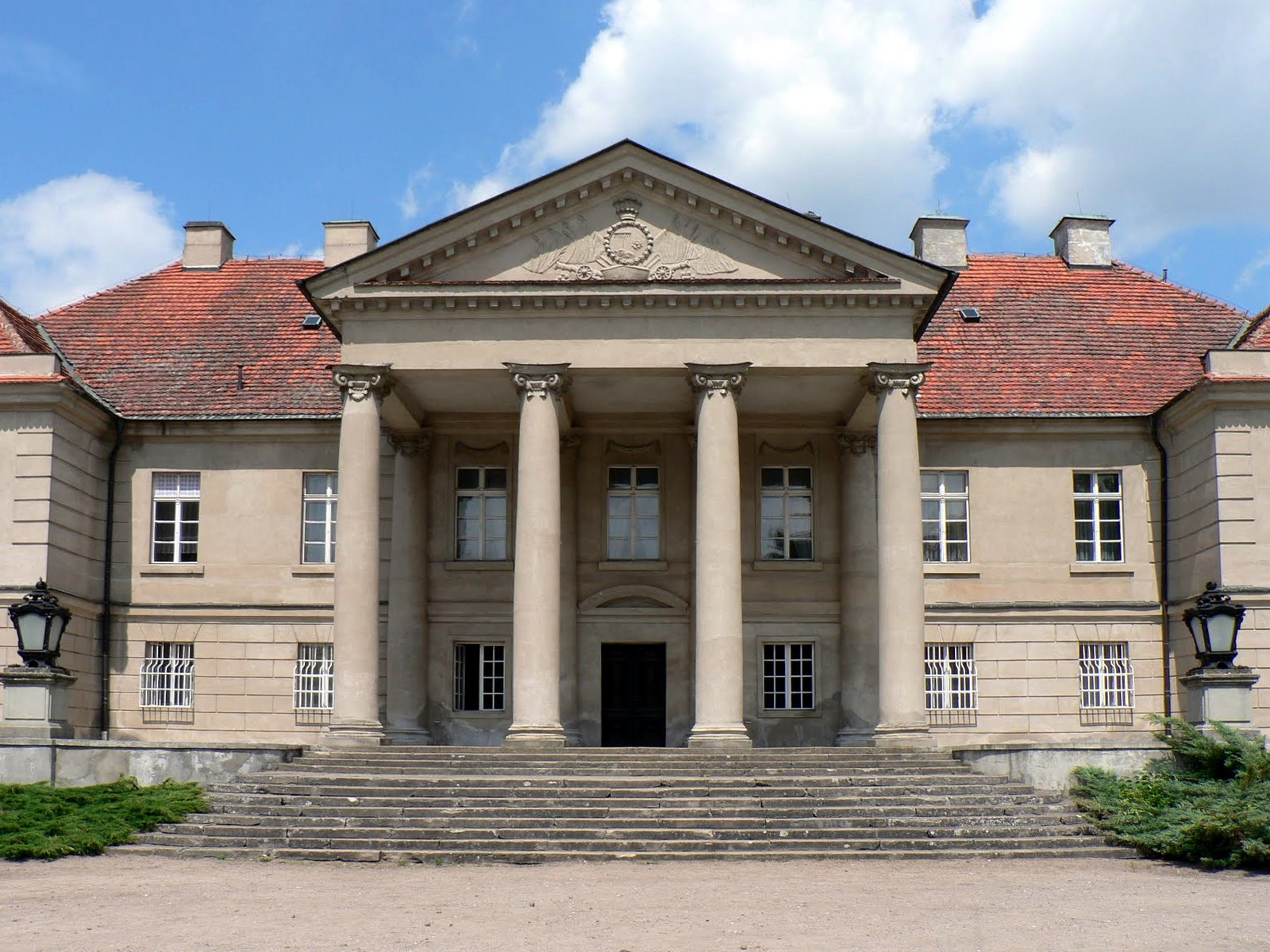
Le palais (façade).
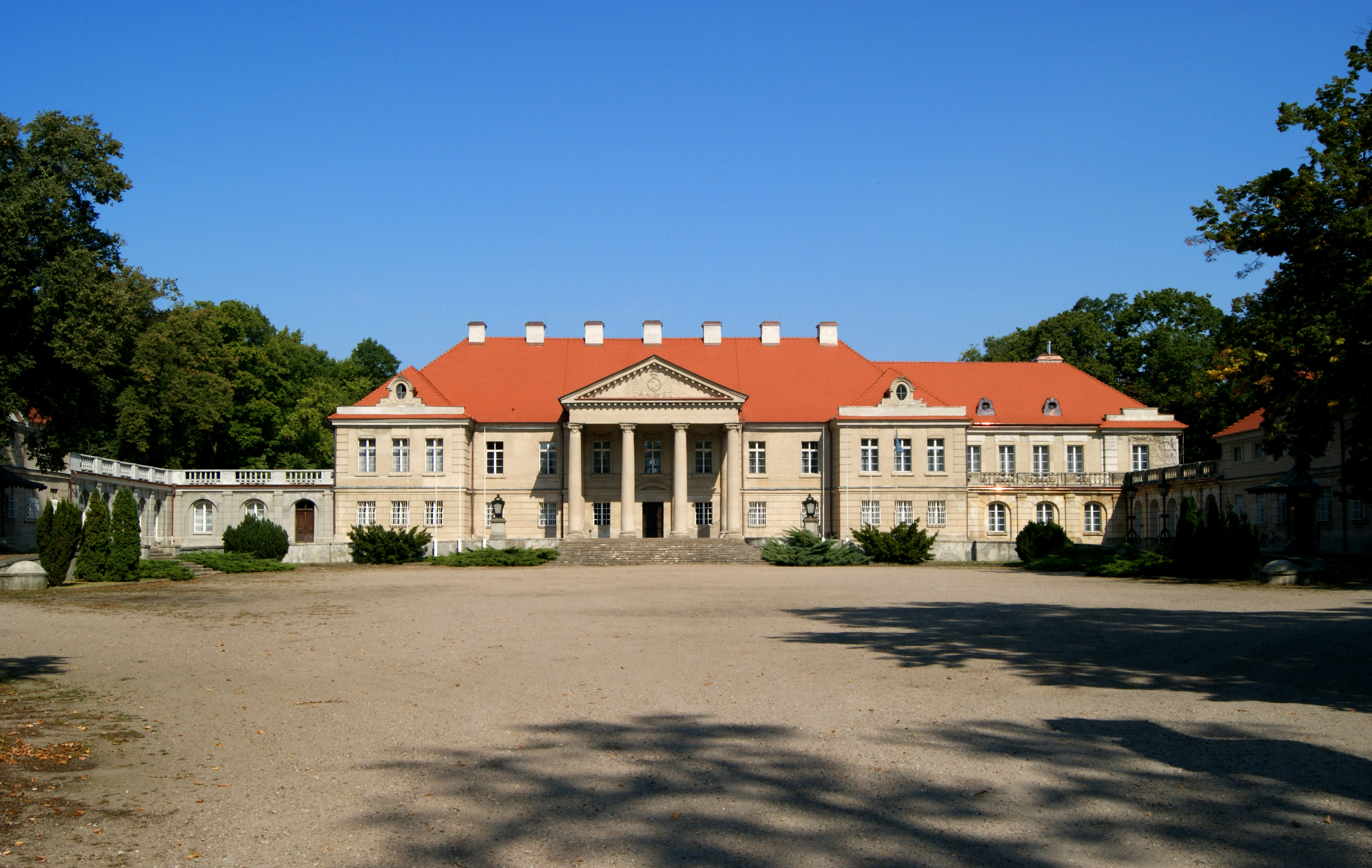
Le palais (vue générale).

## Voies de communication
Aucune route principale ne traverse la ville.

Czerniejewo est cependant desservie par la  27 Czerniejewo de la voie rapide polonaise S5, qui passe à environ 5 km à l'ouest de la ville. À environ 7 km à l'est de la ville passe la route nationale polonaise 15 (qui relie Trzebnica à Ostróda).

## Personnalités
- Jürgen Goertz (1939-), sculpteur allemand, est né dans le village de Czeluścin (en allemand Albrechtshagen) de la commune de Czerniejewo.